# Couzon-au-Mont-d'Or
Couzon-au-Mont-d'Or is een gemeente in de Franse Métropole de Lyon (regio Auvergne-Rhône-Alpes). De plaats maakt deel uit van het arrondissement Lyon. Couzon-au-Mont-d'Or telde op 1 januari 2022 2.541 inwoners.
De kerk van Couzon-au-Mont-d'Or dateert uit 1855 en werd ontworpen door Pierre Bossan, de architect van Notre-Dame de Fourvière in Lyon.

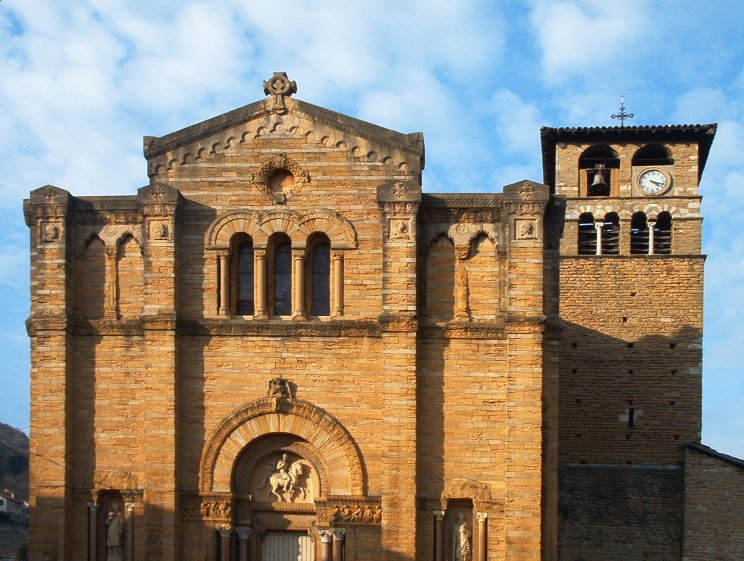
Kerk

## Geografie
De oppervlakte van Couzon-au-Mont-d'Or bedroeg op 1 januari 2022 3,11 vierkante kilometer; de bevolkingsdichtheid was toen 817 inwoners per km².

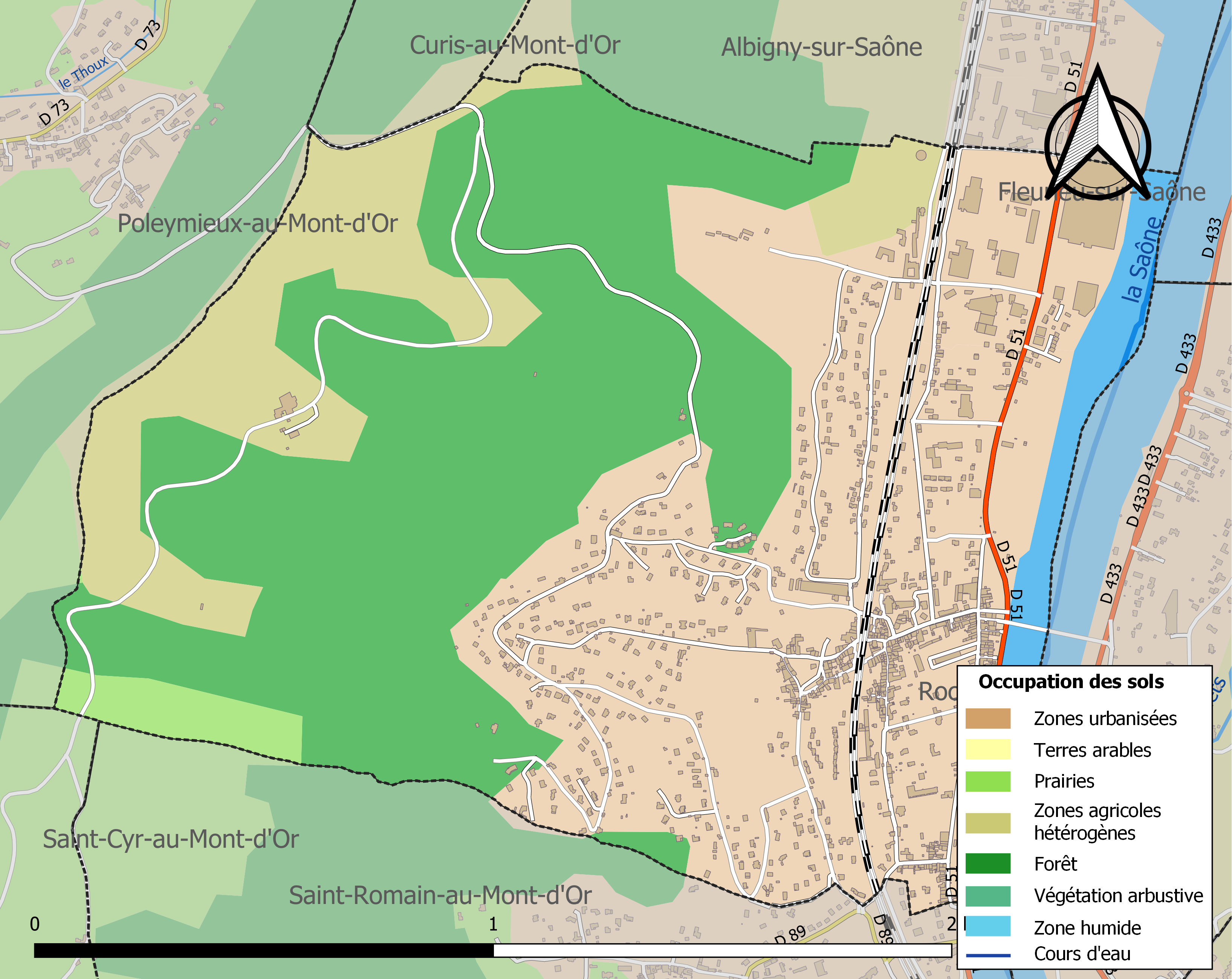
Kaart van de gemeente met de belangrijkste infrastructuur, bodemgebruik en omliggende gemeenten

## Demografie
Onderstaande figuur toont het verloop van het inwonertal (bron: INSEE-tellingen).